# Homo academicus
Homo academicus ist eine von Pierre Bourdieu 1984 veröffentlichte soziologische Studie, in der er sich mit den Hierarchien und gesellschaftlichen Strukturen innerhalb französischer Universitäten und Hochschulen beschäftigt. „Ziel der soziologischen Analyse der universitären Welt ist es, den Homo academicus, diesen Klassifizierer unter Klassifizierenden, den eigenen Wertungen zu unterwerfen.“

## Vorwort
Pierre Bourdieu legt mit seinem Homo academicus eine soziologische Studie vor, welche sich mit der Darstellung, Position und Machtverteilung der Akademiker im universitären Raum (→ sozialer Raum, soziales Feld) beschäftigt. Bourdieu sah das Grundproblem, dass die Wissenschaftler klassifizieren, ohne die Produktionsbedingungen ihrer Klassifikations-Kriterien zu reflektieren. Das übergeordnete Ziel der Studie ist es, den Einfluss der sozialen Determinismen auf die wissenschaftlichen Untersuchungskriterien unter Kontrolle zu bringen (die Objektivierung des objektivierenden Subjekts).
Das besondere an Bourdieus Studie liegt darin, dass sie, im Gegensatz zu den meisten Texten, die „von ihrem jeweiligen Produktions- und Verwendungszusammenhang“ (Bourdieu 1988: 14) abstrahieren, „den eigenen Kontext mit vermittelt“. Bourdieu ist selbst Teil der Welt, deren Mechanismen er aufdeckt und die er kritisiert (S. 13).
Bourdieu prognostiziert, dass die Leser des Homo academicus sehr unterschiedlich auf die Studie reagieren werden, nämlich je nachdem, ob sie Teil des geschilderten universitären Feldes sind oder ihm als Fremde gegenüberstehen. Letztere können sich leichter auf die Studie einlassen und von ihr belehren lassen, weil sie sich von der möglichen Kritik nicht tangiert fühlen und sich damit verhalten „wie im Theater, wo man ja auch lachen kann, ohne zu erkennen, daß man ein Bild seiner eigenen Fehler vor Augen hat.“ (S. 14).
Bourdieu führt eine Methode an, wie der Wissenschaftler aus seiner Untersuchung herausgelöst werden kann, um ein möglichst objektives Ergebnis zu bekommen. Hierbei muss in der wissenschaftlichen Analyse der „Raum der Positionen“ und der „Raum der Werke“ zusammengebracht werden. Anders gesagt: Erst wenn ein Werk in die…
- fachspezifische Schublade gesteckt wird (Bedingung 1),
- in der sich auch die Werke anderer Hochschullehrer zum gleichen Themengebiet befinden (Bedingung 2),
- auf diese Weise die Symbole des neuen Werkes eine Bestimmung erfahren (Bedingung 3) und
- zudem eine Schublade in den Gesamtkorpus „Universität“ eingefügt wird (Bedingung 4),

kann der Text und das Forschungsergebnis Sinn gewinnen.
In diesem Fall wäre der „Raum der Werke“ mit dem „Raum der Positionen“ (S. 17) zusammengebracht.
Im universitären Raum hat jeder Professor eine Stellung inne, die sich zum Beispiel auf seine politische Stellung auswirkt. Beispielsweise fänden sich diejenigen Professoren gesammelt an einer Stelle des Raumes wieder, die sich gegen die Studentenbewegungen aussprechen. Die Professoren, die sich für diese Bewegungen aussprechen, finden sich an einer ganz anderen Stelle im Raum wieder.
Im universitären Raum gibt es Wissenschaftler mit Außenseiterpositionen, die sich bewusst vom universitären Feld ausgrenzen und trotzdem in gewissem Maße Macht und Prestige erwerben können, wie zum Beispiel Roland Barthes. Diese Außenseiter müssen sich jedoch damit abfinden, nie die gleiche Macht und Position erlangen zu können, wie ihre Kollegen in Institutionen.
Weiter beschreibt Bourdieu den Generationenwechsel der Fächer an den Universitäten. So bedrohen neue Disziplinen (Linguistik, Anthropologie etc.) die Herrschaft der „altehrwürdigen“ Fächer (Philosophie, Literaturwissenschaften etc.) (S. 18). Bourdieu umschreibt dies als „Krieg der Fächer“ (ebd.), indem sich nahezu jede Fachrichtung von der anderen abgrenzen möchte, es jedoch vermehrt zu Verbindungen der Fächer kommt.

## Kapitel 1: Ein „Buch, das verbrannt gehört“?

### Einleitung
Die Einleitung zum 1. Kapitel seines Werkes kann man allgemein als eine Rechtfertigung für Bourdieus Untersuchung ansehen. Zu Beginn macht er deutlich, dass es Probleme aufwirft, wenn man sich eine soziale Welt zum Thema macht, in die man selbst unmittelbar verstrickt ist. Ein weiteres Problem sieht Bourdieu in der Schreib- bzw. Darstellungsweise, die auftritt, wenn man wissenschaftliche Erkenntnisse vermitteln will. Besonders ist dies bei der Anwendung von Beispielen der Fall, da diese zumeist aus dem Alltagswissen gespeist werden, gegen das die Wissenschaft sich abzugrenzen versucht. Gleichzeitig ist er sich aber bewusst, dass nicht der Verdacht der Denunziation ausgeräumt werden kann, weil er neben der wissenschaftlichen Analyse auch Eigennamen und Anekdoten verwendet.
Ein weiteres Problem ergibt sich daraus, dass er sein Werk über die Gruppe Menschen schreibt, zu denen seine Kollegen und sein engeres Umfeld gehört. Er bringt sich so in eine komplizierte Lage, weil die akademische Welt, in dem das Objektivieren das zentrale Instrumentarium darstellt, sich angegriffen fühlen könnte, wenn sie nun selbst Objekt des Objektivierens wird.
Am Ende weist er noch darauf hin, dass sich durch seine Analyse eine Freiheit für den Menschen ergibt, da er nun sich selbst in seinem Feld verorten kann und diese Struktur durchschaut.

### Kapitel 1.1: Die Konstruktionsarbeit und ihre Effekte
Bourdieu hat das Vorhaben, eine Welt zu untersuchen, an die er als Soziologe selbst geknüpft ist. Hierbei tritt das Problem auf, dass er sich als Subjekt zum Objekt der Untersuchung machen muss. Es besteht dabei jedoch die Gefahr, zum eigenen Vorteil zu arbeiten und dies unter dem Deckmantel der Wissenschaft zu verbergen. Als Lösung dieses Problems sieht er den Rückgriff auf objektive Verfahren. Hieraus folgt eine Verantwortlichkeit des Wissenschaftlers bei der Konstruktion seiner Arbeit und der Ausgestaltung seines Erhebungsdesigns.
Neben der Verantwortlichkeit des Wissenschaftlers, die sich aus der Konstruktion seiner Arbeit ergibt, betont Bourdieu jedoch auch die Rolle der Intuition, die dem Wissenschaftler erst eine Möglichkeit eröffnet, bahnbrechende Neuerungen zu entdecken.
Etwas tun, ohne genau zu wissen, was man tut – damit eröffnet man sich die Chance, in dem, was man getan hat, etwas zu entdecken, was man vorher nicht wusste.(S. 39)
Intuition wird dabei als mehr oder minder kontrollierte Form der vorwissenschaftlichen Erkenntnis verstanden. Im Forschungsverlauf sei der Bruch mit der Primärintuition völlig selbstverständlich. Wissenschaftliche Arbeit wird als dialektischer Prozess gesehen, bei dem es im Forschungsverlauf zu Schwierigkeiten kommt, aus denen immer neue Hypothesen entstehen. Eine Konkretisierung der Hypothese entwickelt sich erst nach und nach im Forschungsverlauf. Die wesentliche Bedeutung der wissenschaftlichen Objektivierung beruht auf der Möglichkeit, die Objektivierung zu objektivieren. Instrument dieser Objektivierung ist die Erzeugung eines Codes. Bourdieu unterscheidet hierbei die Alltagswahrnehmung und den konstruierten Code. Innerhalb des konstruierten Codes kann zudem zwischen dem wissenschaftlich-normativen Code, der sich an in der sozialen Wirklichkeit vorhandenen Gegebenheiten orientiert, und dem rein konstruierten Code, dem aus sich heraus ein neues Kriterium schaffenden Code, unterschieden werden. Die Entstehung der Codes wird in der wissenschaftlichen Praxis oft verheimlicht, um Diskussionen um deren Relevanz zu umgehen. Zudem sind in der Konstruktion und der Verbreitung der Codes zwei Effekte zu beobachten: Zum einen ein Offizialisierungseffekt, womit gemeint ist, dass nicht Objektivierbares objektiviert wird, und zum anderen ein Institutionalisierungs- und Homogenisierungseffekt, womit die Verbreitung und andauernde Anwendung der Codes in der Praxis gemeint ist. Für die Soziologie ergibt sich aus diesem Wissen die Konsequenz, darauf zu achten, dass es eine fehlende klare Trennung zwischen inoffiziellen Zuschreibungen und wissenschaftlichen Begriffen gibt und sich diese häufig vermischen. Das sich daraus ergebende Problem, dass eine Rückübertragung des empirisch Vorgefundenen auf die scheinbar wissenschaftliche, objektive Ebene nicht sinnvoll sei, da dies verkürzend sei und somit nicht aussagekräftig, wird dadurch gelöst, dass alltagssprachliche Kriterien zum Gegenstand der soziologischen Analyse gemacht werden.

### Kapitel 1.2: Empirisches und epistemisches Individuum
Bourdieu weist auf zwei mögliche Missverständnisse hin, die sich beim Lesen soziologischer Texte ergeben können, und bezeichnet diese als Gefahr, da es aufgrund der ‚konstruierten Sprache‘ (hier also die wissenschaftliche Sprache) dazu kommen kann, dass die Leser den Autor falsch verstehen, da sie die Sprache funktional, wie auch im umgangssprachlichen Gebrauch, benutzen. Weiter kritisiert Bourdieu, dass sich die verwendete Rhetorik nicht immer auf wissenschaftlich klar definierte Fakten bezieht. Daher betont er, dass es wichtig ist, weniger Ausschmückungen zu nutzen, da durch diese die wissenschaftliche Tiefe verloren ginge.
Das empirische Individuum (→ Empirie) beschreibt lediglich eine Markierung ohne große Bedeutung und ohne großen Informationsgehalt. Es [das Individuum] wird zwar differenziert, aber ohne genau zu benennen, worin es sich differenziert. Das epistemische beziehungsweise konstruierte Individuum hingegen unterscheidet sich durch klar definierte endliche Merkmale wie Alter oder Geschlecht. Das konstruierte Individuum bezieht sich nicht nur auf den alltagspraktischen Raum, sondern innerhalb eines konstruierten Raums, der zuvor durch bestimmte Merkmale erstellt worden ist.
In Bezug auf die wissenschaftliche Methode Bourdieus bleibt festzuhalten, dass „die wissenschaftliche Anschauung […] die systematische Totalisierung dar[stellt], die beim gegebenen Stand der Erkenntnismittel und der möglichsten Objektivierung des historischen Datenmaterials zu erreichen ist“. (S. 76). Dies stellt das Ziel Bourdieus dar, weil weder durch das Festsitzen in den Strukturen, in denen man verweilt, noch durch eine „absolute Perspektive eines göttlichen Zuschauers“ Erkenntnis gewonnen werden kann (weil man ja immer in die Strukturen eingebunden ist). Je offener man für das Feld ist, desto größer ist die Erkenntnis über den Raum und die Individuen im Feld.

## Kapitel 2: Streit der Fakultäten

### Kapitel 2.1: Zustimmung und Distanzierung
Pierre Bourdieu sieht die soziale Welt als mehrdimensionalen sozialen Raum. In diesem nehmen die Akteure relative Positionen ein, die durch Status (Macht) ausgestattet sind. Diese Macht wird durch die Fülle und Größe an Kapitalsorten bestimmt.
Dieser Raum kann zum besseren Verständnis auf zwei Dimensionen reduziert werden. So kann dieser durch ein zwei-dimensionales Koordinatensystem dargestellt werden, wo die Statushierarchie vertikal und die kulturelle Dimension horizontal angeordnet ist. So besitzt z. B. ein Handelsunternehmer viel weniger kulturelles Kapital als ein Universitätsprofessor und ist somit auf dieser imaginären horizontalen Achse sehr weit links angeordnet.
Diese Positionen werden dann vor dem Hintergrund der Verfügung über die anderen Kapitalsorten (z. B. distinktive Sprache, körperliche Ausdrucksformen, Kleidung, Stil, Verhalten) eingenommen. Dazu gehört auch das so genannte symbolische Kapital, welches durch Prestige, Ehrenzeichen, Privilegien und Positionen verliehen wird.
Neben dem sozialen Raum existiert das Machtfeld. Hierbei liegt die Unterscheidung zwischen vielen verschiedenen Feldern vor (universitäres Feld, politisches Feld etc.).
Die einzelnen Fakultäten sind im Sozialen Raum unterschiedlich verortet.
Die naturwissenschaftlichen Fakultäten bringen viel ökonomisches, dafür aber nur relativ wenig kulturelles Kapital mit.
Bei der philosophischen Fakultät hingegen wird etwas weniger ökonomisches, dafür viel kulturelles Kapital angehäuft, während die juristische Fakultät viel ökonomisches und relativ gesehen wenig kulturelles Kapital vorzuweisen hat.
Medizin bringt es zu etwas mehr kulturellem und etwas weniger ökonomischen Kapital als die juristische Fakultät.
Das universitäre Feld ist homolog zum sozialen Raum und reproduziert diesen. Nicht alle Professoren verteilen sich im universitären Feld auf die gleiche Art und Weise, sie sind je nach Fakultätszugehörigkeit an verschiedenen Polen angesiedelt. Bourdieu unterscheidet hier die Naturwissenschaften, die Philosophie, Jura und Medizin. Die Professoren weisen, je nachdem, welcher Fakultät sie angehören und wo sie demnach im universitären Feld angeordnet sind, Unterschiede in der sozialen Integration und Respektabilität auf. Das bedeutet, dass Akteure eine umso höhere soziale Respektablität aufweisen, je mehr ökonomisches Kapital sie vorzuzeigen haben. Bourdieu verweist des Weiteren in diesem Zusammenhang auf die unterschiedlichen Wertigkeiten des sozialen und ökonomischen Kapitals, so gibt das ökonomische Kapital deutlich mehr Macht als das kulturelle und ist häufiger in den Fakultäten der Juristen und Mediziner vorhanden. Damit erklärt sich die von Bourdieu aufgestellte Rangfolge der Fakultäten.
Um die Charakteristika der einzelnen Pole innerhalb des universitären Feldes darzustellen, benutzt Bourdieu das Verfahren der Korrespondenzanalyse, mit dem Ziel, eine vergleichende Soziologie herzustellen. Bourdieu untersucht in seiner Studie 405 Pariser Professoren aus den Disziplinen Naturwissenschaften, Philosophie, Jura und Medizin. Er erstellt anhand dieser Studie mehrere Tabellen, in denen die Ausprägungen der Indikatoren für ererbtes und erworbenes kulturelles und ökonomisches Kapital der Befragten wiedergegeben werden. Als relevante Indikatoren ist das Kapital an wissenschaftlichem Prestige, Kapital an interkultureller Prominenz, Kapital an ökonomischer und politischer Macht, politische Einstellungen, soziale Determinanten der Zugangschancen zu den eingenommenen Positionen, bildungsspezifische Determinanten, Universitäres Machtkapital und Kapital an wissenschaftlicher Macht.
Zusammenfassende Ergebnisse sind, dass der politische Machtpol des universitären Feldes von kinderreichen Familien, Wahl einer rechten Partei, Katholizismus, Besuch privater Bildungsanstalten etc. gekennzeichnet ist. Der interkulturelle Pol hingegen ist durch eine linke Überzeugung und jüdische Identität charakterisiert.
Auch die Einstellungen der Pole zur Wissenschaft sind nennenswert. Die Naturwissenschaften und die philosophische Fakultät sind geprägt durch ein geringes Streben nach Macht. Hier stehen freies Denken und Forschung im Vordergrund. Bei den Fakultäten Jura und Medizin wird hingegen zwischen Forschung und Lehre getrennt. Zudem herrschen soziale Vernunft und Religion vor.
Die Professoren lassen sich auf zwei Pole verteilen: Den Pol der politisch-ökonomischen Macht und den des kulturellen Prestiges. Bourdieu stellt hier also dem Begriff der Macht den des Prestiges gegenüber. Die charakteristischen Eigenschaften nehmen in dem Maße zu, wie man von der naturwissenschaftlichen Fakultät zu der rechtswissenschaftlichen und medizinischen Fakultät gelangt. Aus diesen beiden Positionen innerhalb des Machtfeldes ergeben sich zwei konträre Haltungen zur Wissenschaft.
Die Verteilungsstruktur der verschiedenen Fakultäten weist eine chiastische Gestalt auf und ist der Struktur des Machtfeldes homolog mit den wissenschaftlich dominanten, aber gesellschaftlich dominierten Fakultäten und den wissenschaftlich dominierten, aber gesellschaftlich dominanten Fakultäten.
Weiter ist das universitäre Feld nach zwei Legitimationsprinzipien organisiert: Auf der einen Seite befindet sich die soziale Hierarchie (entsprechend ererbten Kapital und aktuellem Besitz von ökonomischen Kapital), auf der anderen Seite die kulturelle Hierarchie (mit dem Kapital an wissenschaftlicher Autorität). Dieser Gegensatz spiegelt sich in zwei konkurrierenden Legitimationsprinzipien wider: Ein genuin weltliches und politisches Prinzip sowie ein auf Autonomie der wissenschaftlichen und intellektuellen Ordnung begründetes Prinzip.
Diese zu beobachtbaren Gegensätze zwischen ökonomischer und kultureller Macht erklären, wieso zwei Oppositionen zwischen diesen beiden Polen mit tiefsitzenden und allgemeinen, einem Lebensstil insgesamt zugrunde liegende Dispositionen zu beobachten sind.

### Kapitel 2.2: Wissenschaftliche und soziale Kompetenz
Wie spiegelt sich das Machtfeld im universitären Feld wider?

Wie bereits beschrieben, besitzen Universitätsprofessoren nach Bourdieu allgemein hohes kulturelles Kapital; jedoch ist eine Differenzierung in folgende Fakultäten möglich: Naturwissenschaften, philosophische Fakultät, Jura, Medizin.
Bourdieu sieht eine Aufteilung der Professoren der verschiedenen Fakultäten auf die beiden Pole „kulturelles Prestige“ und „politisch-ökonomische Macht“. Die „weltlich“ dominierten Fakultäten (Naturwissenschaften, philosophische Fakultät) stehen dabei im Gegensatz zu den sozial dominierten Fakultäten (Medizin, Jura).
“Der Gegensatz zwischen den beiden Fakultäten, zwischen den wissenschaftlichen Kompetenzen und der sozialen Kompetenz, findet sich jedoch auch innerhalb jeder der sozial dominierten Fakultäten wieder.” (S. 117)
Der Raum der Fakultäten

Fakultäten sind nach Bourdieu in einem Raum zwischen „links“ und „rechts“ angeordnet. Auf der linken Seite sind die kulturell dominierten Fakultäten und auf der rechten Seite sind die sozialökonomisch dominierten Fakultäten vorzufinden: Philosophie, Pädagogik, Psychologie und Sozialwissenschaften links, rechts hingegen Jura, Medizin und Theologie.
Die Mitglieder der kulturell dominierten Fakultäten haben einen relativen Überschuss an wissenschaftlicher Macht und belegen daher eher mit wissenschaftlicher Ausrichtung universitätsinterne Ämter und Stellungen. Ihre Funktion besteht darin, dass sie wissenschaftliches Wissen produzieren, aktuelle Ordnungsstrukturen hinterfragen und Alternativen und Verbesserungen bis hinzu Innovationen aufzeigen, welche jene alten Ordnungsstrukturen ersetzen können. Dieser aufklärerisch-kritische Typus von Mitarbeiter hat, in Relation zu den sozialökonomisch dominierten Fakultäten, eine größere Autonomie.
Die Mitglieder der sozialökonomisch dominierten Fakultäten haben mehr soziales und ökonomisches Kapital wie Geld oder Beziehungen. Sie sind im Besitz von gesellschaftlichen Mandaten, d. h. sie nehmen Stellungen in gesellschaftlich relevanten Positionen außerhalb der Universität ein. Hier wäre etwa an den Arzt zu denken, welcher durch Gesetze an einen bestimmten Verhaltenskodex sowie wirtschaftliche wie gesellschaftliche Strukturen gebunden ist und als Privat- oder öffentlicher Arzt eine gesellschaftlich wichtige Position einnimmt. Die besonderen Stellungen implizieren Rechte und Pflichten. Daher sind sie in ihrem Handeln durch gesamtgesellschaftliche Interessen determiniert (weniger Autonomie) und bilden einen klaren Gegensatz zu den Mitgliedern der kulturell dominierten Fakultäten. Dies lässt sich auch als Abhängigkeit von der Gesellschaft sehen, da ohne Mandate die Kapitalarten dieser Mitglieder drastisch sinken würde. So sind sie immer im Spannungsfeld zwischen Fremd- und Selbstbestimmung gefangen und müssen ihre wissenschaftliche Ausrichtung dem gesellschaftlich Relevanten anpassen.
Reproduktion des sozialen Raumes

Bourdieu nimmt an, dass es eine Homologie zwischen den Räumen einer Gesellschaft gibt, d. h., dass die Strukturen des gesamtgesellschaftlichen Systems sich in seinen Teilsystemen reproduzieren. Für die Universitäten ist danach der soziale Raum homolog zum Raum der Fakultäten ist und dieser wiederum homolog zum Raum der jeweiligen Fakultäten.
Intrafakultäre Differenzen

Anhand von Bourdieus Beispiel der medizinischen Fakultät können diese beiden Pole so gegenübergestellt werden:
| Charakteristikum            | Typ 1: Grundlagenforscher (Wissenschaft)          | Typ 2: Kliniker (Kunst)                                                                              |
| --------------------------- | ------------------------------------------------- | --- |
| Soziale Determinanten       | Kommt aus ärmeren, sozial-schwächeren Schichten   | Eher aus betagteren, in der soz. Hierarchie höher gestellten Schichten                               |
| Soziale Determinanten       | Nur Professor-Gehalt                              | Professor-Gehalt und Mandatsgehalt                                                                   |
| Soziale Determinanten       | Forscher (selbsttätig)                            | Leitender Forscher, Privatarzt                                                                       |
| Soziale Determinanten       | Wohnt selten in „schicken“ Vierteln               | Wohnt in „schicken“ Vierteln                                                                         |
| Soziale Determinanten       | Weniger im „Who´s Who“ repräsentiert              | Im „Who´s Who“ repräsentiert                                                                         |
| Politische Einordnung       | Eher links                                        | Eher rechts-konservativ                                                                              |
| Wissenschaftliches Prestige | Hoch                                              | Eher gering                                                                                          |
| Sozial-ökonomische Macht    | Gering                                            | Hoch                                                                                                 |
| Ordnungscharakter           | Ketzer:                                           | Ordnungsfanatiker:                                                                                   |
| Ordnungscharakter           | strebt Reformen an                                | Erkennt Ordnungen an                                                                                 |
| Ordnungscharakter           | Hinterfragt Methoden                              | Will Ordnungen reproduzieren und schützen                                                            |
| Ordnungscharakter           | Will neuere Methoden etablieren                   | Reproduktion des eigenen Habitus und der Überzeugungen und Einstellungen                             |
| Karrierelaufbahn            | Forscherkarriere (riskant)                        | Forschungsleiter mit Zusatztiteln und Ämtern in verschiedenen gesellschaftlich relevanten Stellungen |
| Karrierelaufbahn            | Besitzt sehr viel Handlungsautonomie              | sichere, aber determinierte Karriere                                                                 |
| Karrierelaufbahn            | Ordnet sich den strukturellen Gegebenheiten unter | |
| Karrierelaufbahn            | Verwaltet und reproduziert diese Ordnung          | |

Intrafakultäre Konflikte am Beispiel der mediz. Fakultät

Aus Bourdieus Schilderungen lassen sich drei grundlegende Ebenen ableiten, auf welche die Konflikte angesiedelt sind:
1. Die allgemeine Ebene
2. Der Streit um kulturelles Prestige
3. Der Streit um sozial-ökonomisches Kapital, sozialen gesellschaftlichen Einfluss, Ausstattung mit Ressourcen

Zu (1): Hier stehen Fragen wie „Welche Sparte der Medizin ist angesehener?“, „Wessen Kapital ist mehr Wert?“ und „Wie hoch ist der Stellenwert einer Position innerhalb der Fakultät, Wissenschaft und Gesellschaft?“.
Es geht also um die Wertigkeit des jeweiligen dominierenden Kapitals, der Positionen innerhalb der Gesellschaft, Universität und Fakultät. Jeder möchte sein ausreichend vorhandenes Kapital im Wert steigern um mehr Macht zu erlangen. Als Konsequenz ergeben sich die folgenden Konfliktbereiche.
Zu (2): Beim Streit um kulturelles Prestige geht es um den Machtkampf auf wissenschaftlicher Ebene. Dabei wird versucht die Distribution von knappen Positionen und Ressourcen an der Fakultät, der Universität und innerhalb der Gesellschaft zu seinen eigenen Gunsten zu beeinflussen. Unter anderem spielt sich dieser Streit zwischen den kulturell-dominierten und den sozial-ökonomisch dominierten Professoren ab.
Zu (3): Auf dieser Ebene geht es um die Stellung der eigenen Person und die damit verbundenen Ressourcen, wobei versucht wird, die Zuteilung von Forschungsaufträgen, Mandaten, Positionen zu beeinflussen.
Methoden

Bei seiner empirischen Überprüfung des universitären Systems hat Bourdieu verschiedene Indikatoren,<-- ich gebe auf ...--> wie z. B. den Schulbesuch oder die Anzahl der Veröffentlichungen zu den Kapitalarten, z. B. das Kapital an universitärer Macht (s. o.) festgelegt, die er mit Hilfe von einschlägigen Zeitschriften, Chroniken, Publikationslisten oder Jahrbüchern etc. überprüfte. Daraus ergab sich für jeden Professor eine Vielzahl von Daten, denen Bourdieu und sein Forscherteam nochmals genau nachgegangen ist und die, je nach Aussagekraft, unterschiedlich gewichtet wurden oder teilweise verworfen wurden, wenn sich Codierungsschwierigkeiten ergaben.

## Kapitel 3: Kapitalarten und Formen der Macht
Die philosophische und humanwissenschaftliche Fakultät ist in zwei Akteursformen unterteilt: intellektuelle Prominenz und legitime Bildung. Diese Struktur ist repräsentativ für den Gesamtraum. Dabei steht die intellektuelle Prominenz für den Bereich Forschung, die legitime Bildung für den Bereich weltliche Macht. Als Indikatoren für die jeweiligen Machtinhaber in den wissenschaftlichen Bereich (universitäre Macht) dienten etwa „Die Mitgliedschaft in einer Kommission des CNRS“ oder „Die Mitgliedschaft in einer Jury für die Aufnahme an der ENS“; für die Machtkategorie wissenschaftliches Prestige dienten etwa „Herausgeber einer Buchreihe“ oder „eine mehr als fünfmalige Erwähnung im Citation Index“.

### Kapitel 3.1: Die Struktur des Raumes der Machtformen
In seinen Untersuchungen der philosophischen und humanwissenschaftlichen Fakultäten fand Bourdieu viele soziale Determinanten heraus.
Die Universitäten sind im Raum der Macht unterschiedlich stark vertreten: Das Collège de France und die Sorbonne weisen dabei einen höheren Grad an wissenschaftlichem Profil auf, als etwa EPHE oder Nanterre. Was den sozialen Hintergrund der Universitätsprofessoren anbelangt, haben Bauern-, Arbeiter- und Angestelltensöhne grundsätzlich schlechtere Chancen im Raum der Macht weit „oben“ vertreten zu sein – im Gegensatz zu Söhnen von etwa Grundschullehrern oder Industriellen.
Aber nicht nur der berufliche Hintergrund der Eltern, sondern auch die Wohnsituation ist für die Stellung im Raum der Macht nach Bourdieu von Bedeutung: Nach seinen Forschungsergebnissen wächst der soziale Erfolg mit der Nähe zur Großstadtbourgeoisie. Dort besteht eher die Möglichkeit auf private Bildungsanstalten zu gehen, als etwa auf dem Land.

### Kapitel 3.2: Die normalen Professoren und die Reproduktion der Körperschaft
Ausgangspunkt der Macht ist nach Bourdieu allein die Position, die jemand in universitären Strukturen bekleidet. Diese Positionen und Herrschaftsstrukturen sollen erhalten bleiben (Reproduktion). Die Macht über die Reproduktionsinstanzen der universitären Körperschaft sichert ihren Inhabern eine statuarische Autorität. Dies ist eine Art Funktionsattribut, das weitaus stärker mit der Stellung innerhalb der Hierarchie zusammenhängt, als mit den außergewöhnlichen Eigenschaften der Personen. Die Reichweite der halb-institutionalisierten Macht ist abhängig von offensichtlichen Machtattributen und Tauschmöglichkeiten aus den verschiedenen Positionen.
Das herrschende Prinzip ist: Wer Kapital hat, bekommt Kapital. Akkumulation universitären Kapitals nimmt Zeit in Anspruch. Die Reproduktion der Hierarchie setzt die geordnete Nachfolge voraus; diese Ordnung wird nun aber gerade durch die Einführung anderweitig erworbener Macht bedroht. Dadurch kommt es zu einem „Kampf aller gegen alle“. Dieser Kampf trägt zu der Reproduktion der Ordnung als System von zeitlichen Abständen bei. Wo immer Macht kaum institutionalisiert ist, setzt der Aufbau dieser Verhältnisse (Autorität) die Erwartung und die „Kunst des Wartenlassens“ voraus. Universitäre Macht beruht auf Fähigkeit Hoffnungen zu behalten und auf die objektiven Wahrscheinlichkeiten einzuwirken. Die Reproduktion der Körperschaft gründet somit in erster Linie auf Karriereerwartungen: „Nur wer an etwas festhält, wird auch gehalten“.

### Kapitel 3.3: Zeit und Macht
Nach Bourdieu wird das Abhängigkeitsverhältnis zwischen dem Patron und seiner Klientel bestimmt durch die Position bzw. Disposition des Patrons und der jeweiligen aktuellen Marktlage. Hierbei muss der Patron eine Balance finden zwischen der Förderung seiner Klientel und einer Eindämmung des zu schnellen Erstarkens selbiger. Zwei wichtige Entscheidungen sind relevant für den universitären Erfolg: Die Wahl der thèse und die Wahl des Patrons. In beiden Fällen ist die Entscheidung abhängig vom Habitus und äußerst entscheidend für die Laufbahn. Universitärer Erfolg setzt nach Bourdieu die Einhaltung bestimmter Spielregeln voraus. Für Kritik und Fortschritt bleibt an den Universitäten kein Raum, so dass hier eine Art von Anti-Intellektualismus herrscht. Dieser Anti-Intellektualismus ist bereits eine spezifische inkorporierte Form von Kultur (Habitus). Die Folgenden verinnerlichten Eigenschaften und Kriterien sind wieder zu finden unter den Akteuren, welche sich auf dem Pol des Universitären Feldes anordnen, der die weltliche Macht darstellt. Die Angehörigkeit zur unteren bis mittleren Schicht, der Herkunft aus dem Lehrermilieu, des schulischen Curriculums, ist verinnerlicht worden, dem eigenen Selbstbild nach sieht man sich als Verteidiger der französischen Kultur und Sprache. Das Wissen dieser Personen ist kanonisiert und normiert und bildet daher auch eine Legitimation. Es gibt eine Interdependenz zwischen dem Feld und dem Habitus: Die Personen entwickeln entsprechend ihrem Habitus eine Affinität für bestimmte Institutionen, die genau jene Akteure aufgrund ihrer Attribute ansprechen. So bildet sich nach und nach ein Wissenskanon, der eine eingeschränkte Perspektive vorgibt, die wiederum erhaltend für ebendiesen Wissenskanon ist, weswegen dieser unverändert bleibt. Die Macht dieser Akteure innerhalb des Universitären Feldes besteht in der Tatsache, dass sie einflussreiche Ämter bekleiden und genau dieser Einfluss hat wiederum eine Wirkung auf den anderen Pol des Universitären Feldes. Daher ist der Forscher, auf das Wohlwollen seiner Geldgeber bedacht. Somit sind diejenigen erfolgreich, die sich diesem Kanon unterwerfen.

### Kapitel 3.4: Die arrivierten Häretiker
Die im universitären Feld bestehenden Machtgegensätze werden repräsentiert durch diejenigen Universitätsangehörigen, die eine Modellkarriere verfolgt haben und diejenigen, welche sich am Forschungspol angesiedelt haben und sich quasi nicht am regulären „Universitätsbetrieb“ beteiligen. Letztere genießen in den meisten Fällen ein großes Renommee und einen Bekanntheitsgrad weit über das universitäre Feld hinaus. Falls sie lehren, tun sie dies an der Ecole pratique des hautes études oder am Collège de France, welche unter universitären Gesichtspunkten eher marginale Institutionen sind. Auch die Disziplinen, in denen sie tätig sind, sind eher die randständigen und die den anerkannten Studiengängen fernen, bzw. diejenigen der kanonischen Disziplinen, die sich methodisch erneuert haben.
Prämisse und Folge dieser Position am Forschungspol sind eine Außenseiterposition, ergo der Verzicht auf die Macht über die universitären Reproduktionsinstanzen sowie die damit verbundenen Sicherheiten. Die dazu erforderliche Risikobereitschaft rekrutiert sich aus einer sozial und geographisch privilegierteren Herkunft der betreffenden Personen.
Dieser Gegensatz innerhalb des universitären Feldes – Forschungsorientierung vs. Lehre-Orientierung – reproduziert „den strukturellen Gegensatz zwischen den Freiheiten und Ungeniertheiten des Künstlerlebens“ und der „phantasielos-trockenen Strenge des homo academicus“ (Bourdieu 1988: 184). Die Rangfolge an diesen beiden Polen orientiert sich gleichwohl am Kapitalumfang, welches aber von den jeweiligen Angehörigen nach unterschiedlichen Prinzipien akkumuliert wird: Symbolisches Kapital steht demnach Hierarchisierungsprinzipien rein universitärer Natur angesammelten Kapital gegenüber.
An der Ecole pratique des hautes études führt die Kumulation von Universitätsangehörigen zu einer strukturellen Dissonanz, von Bourdieu als „Institutionseffekt“ bezeichnet: Durch das alleinige Vorhandensein von symbolischem Kapital mangelt es der Institution an Renommee, mit dem es seine Angehörigen und Produkte ausstatten kann; der Anspruch und die Realität driften auseinander. Dies führt zu Gegenmaßnahmen seitens der EPHE: Mit PR-Politik und dem zwanghaften Bruch mit den akademischen Normen – der Autonomie gegenüber dem Journalismus – durch die Angehörigen versucht die Institution, sich durch die Etablierung von Macht aus dem intellektuellen Feld zu rehabilitieren. Der aufgrund dessen große Einfluss journalistischer Normen und Ansprüche führt paradoxerweise jedoch lediglich zur Perpetuierung der ambivalenten Position der EPHE, die ungeduldigen Anwärtern auf universitäre Positionen, welche die Modellkarriere ablehnen, die Aussicht auf schnellen Ruhm eröffnet.

### Kapitel 3.5: Gegner als Komplizen
Die sozialen Gegensätze, die in Frankreich zwischen den „Oblaten des Hohepriesteramtes“ (Bourdieu 1988: 190) und der Ecole des hautes études herrschten, manifestierten sich im Gegensatz des Modernismus zum Fundamentalismus. Diese Gegensatzpaare konkurrieren miteinander, bedingten sich allerdings auch wechselseitig, in der Auseinandersetzung mit den Machtformen „intellektuelles Prestige“ und der weltlichen, sozialen Macht.
Die untersuchten Universitätslehrer waren mit ihrer Stellung im Feld dieser Machtformen allgemein zufrieden. Die sozialen Gegensätze, die die verschiedenen Machtformen widerspiegeln, bestanden also zwischen den Wortführern der „neuen Kritik“ (Schriftsteller, Kritiker, Philosophen und Sozialwissenschaftlern) und den „Lectores“ (anerkannte Universitätslehrer, ehemalige Absolventen der École normale Superieur).

### Kapitel 3.6: Das aggiornamento
Pierre Bourdieu bezieht sich in diesem Abschnitt auf den Kampf zwischen den alten und den neuen Disziplinen an der Universität. Dieser Kampf und das Eindringen der neuen Disziplinen in die einzelnen Universitäten hat für ihn zur Folge, dass sich „das symbolische Kräfteverhältnis innerhalb des gesamten Bildungssystems“ (Bourdieu 1988: 198) verschoben hat. Dabei setzten sich die neuen Disziplinen immer mehr gegen die alten durch und etablieren sich so nach und nach an den Universitäten und kommen dadurch ihrem Ziel, sich des Bereiches der alten Fächer zu bemächtigen, immer näher. Unterstützt werden sie bei ihrem Vorhaben zum einen durch eine breite intellektuelle Öffentlichkeit und zum anderen durch ein starkes Anwachsen der Studentenschaft. Sie bilden das Mindestkontingent an Aktiven und Gefolgsleuten, welche die neuen Disziplinen benötigen, um sich überhaupt nachhaltig an der Universität etablieren zu können. Dies versuchen die neuen Disziplinen, welche in einem doppelten Sinn negativ eingestuft werden, also weder zu den Natur- noch zu den Geisteswissenschaften gezählt werden, weiter hin dadurch, dass sie den Schein wissenschaftlicher Strenge mit der literarischer Eleganz zusammenzubringen versuchen. Daraus folgt jedoch gleichzeitig, dass sich die Kriterien für Publikationen verschieben. Es werden nicht nur Produkte „mittlerer Kultur“ als eine authentische Errungenschaft der Avantgarde verkauft, oder veränderte Denk- und Ausdrucksmuster bzw. neuartige Fragestellungen und Anschauungen treten auf, sondern der Fokus geht weg von der eigentlichen Forschung und ihrer Ergebnisse hin zu Kriterien des finanziellen Gewinns. Das Forschen und Auswerten der Ergebnisse findet nur in einem geringen Maße statt. Vielmehr geht es den Produzenten darum durch ihre jeweiligen Publikationen schnell Geld für ihre Laboratorien zu verdienen. Durch die Etablierung dieser neuen Disziplinen tritt eine Pluralität der Welten auf, wodurch das vereinheitlichte Universum der Universität ins Wanken gerät.

### Kapitel 3.7: Stellungen und Stellungnahmen
Die Stellungen des homo academicus im universitären Raum stehen unter anderem auch in Verbindung zu verschiedenen politischen Stellungen. Bourdieu beschreibt, dass sie geradezu deckungsgleich mit den Vorkommnissen der politischen Auseinandersetzungen vom Mai 1968 in Frankreich sind. Hierunter fällt der Aspekt, dass die Professoren ihren Stand für ein „streng kontrolliertes Studentenpublikum“ verteidigen (Bourdieu 1988: 210). Dieses Publikum richtet sich nach dem Wert der Produkte, die die Professoren publizieren, so wie sie von der Stabilität des Marktes abhängig sind.
Das heißt also, dass alle Beteiligten um ihr Kapital kämpfen müssen, indem sie sich auf dem Markt gegenüber anderen Fächern behaupten; hieran wird die Abhängigkeit vom Markt vor allem deutlich.

## Kapitel 4: Verteidigung der Körperschaft und Zusammenbruch der Gleichgewichte
Das Kapitel „Verteidigung der Körperschaft und Zusammenbruch der Gleichgewichte“ beschreibt den Zerfall des universitären Feldes und die damit verbundenen Strategien zur Verteidigung der universitären Körperschaft, die dem Zusammenbruch entgegenwirken wollten.
Bourdieu ist der Auffassung, dass die Struktur des universitären Feldes durch den Stand der Kräfteverhältnisse der Akteure repräsentiert wird. Wird dieses Kräfteverhältnis nun gestört, wird auch die Struktur des universitären Feldes verändert. Das universitäre Feld wird durch die globalen Wandlungsprozesse des sozialen Feldes bedingt. Insbesondere morphologische Veränderungen haben einen großen Einfluss auf das universitäre Feld: So hatte das Anwachsen der studentischen Klientel in den 60er Jahren eine ungleiche Zunahme verschiedener Teile des Lehrkörpers zur Folge, was wiederum ein verändertes Kräfteverhältnis zwischen den Fakultäten und Disziplinen hervorrief. Folge dieser Expansionsbewegung und der Veränderung des Gleichgewichts zwischen Lehrpersonen und Studenten war eine Veränderung der Rekrutierungs- und Karrierebedingungen innerhalb des universitären Feldes.
Somit veränderten sich die Rekrutierungsmaßnahmen innerhalb der verschiedenen Disziplinen, aber nur in dem Sinne, dass das Kräfteverhältnis innerhalb der Struktur nicht gefährdet wurde. Aus diesem Grund wurde auf sogenannte funktionale Äquivalenzen zurückgegriffen, so dass damit auf implizite Rekrutierungskriterien wie z. B. Bildungstitel, Alter, Geschlecht verzichtet wurde. Diese Maßnahmen waren in Bezug auf die klassischen und neuen Disziplinen verschieden. Als ein Beispiel dafür lässt sich das klassische Fach der französischen Literatur nennen, das im Vorfeld zwar über einen sehr hohen Anteil an agrégés verfügte, die eine der grandes écoles besuchten, aber nun mehr Lehrende rekrutierte, die keine der grandes écoles besucht haben. Obwohl also nun das fachliche Niveau gesenkt wurde, beschränkte sich der Kreis der Lehrenden weiterhin auf agrégés, die ein gewisses fachliches Niveau gewährleisten. Es wurde also immer auf diejenigen Rekrutierungsmaßnahmen zurückgegriffen, welche die geringste Wahrscheinlichkeit hatten, den eigenen akademischen Status zu mindern bzw. diesen nicht zu reproduzieren. Da die neuen Disziplinen über andere Strukturen verfügten, mussten sie andere Maßnahmen für sich nutzen.
Das alte Rekrutierungssystem produzierte auswechselbares Lehrpersonal, welches den universitären Habitus verinnerlicht hatte, um die eigene Reproduktion zu sichern. Aufgrund steigender Studentenzahlen und in Folgen dessen fehlender Arbeitskräftereserven, wurden Lehrkräfte ohne diesen universitären Habitus rekrutiert. So veränderte sich das Rekrutierungssystem. Obwohl die Rekrutierungsprinzipien zufällig und intuitiv waren, stellte man Personen mit bestimmten Eigenschaften und Titeln ein. Im Zuge der 68’er Aufstände solidarisierten sich die unterschiedlichen Universitätsgenerationen untereinander. Die Lehrkräfte des alten Systems strebten nach der Erhaltung und Wiederherstellung des alten Systems. Dieses Streben erwies sich als aussichtslos, da das neue Rekrutierungssystem auf mehr Zuspruch stieß.
Für das gesamte Kapitel „Verteidigung der Körperschaft und Zusammenbruch der Gleichgewichte“ müssen also alle Veränderungen, denen das universitäre System gegenübergestellt war, als Hauptmerkmal verstanden werden. Der Wechsel des alten Rekrutierungssystems zum Neuen ist eben darunter zu verstehen. Die Folge waren universitäre Veränderungen, die die alte Hierarchie und so auch das alte System hinterfragten und zu zerstören drohten. Dieses Dilemma ist der wesentliche Aspekt des vorliegenden Kapitels.

## Kapitel 5: Der kritische Moment
Der Sozialwissenschaftler beschäftigt sich nicht unmittelbar im Kontext der Entstehung mit einem Ereignis/Objekt, sondern postum. Dabei besteht die Gefahr, dass der Forscher einen privilegierten Moment in der Geschichte unterstellt. Letztlich ist es so, dass eine Krise zu einem Bruch mit dem ihr Vorausgehenden führt und somit die Notwendigkeit besteht, diese Krise in die Reihe früherer Ereignisse zurückzuversetzen.
„Ziel der wissenschaftlichen Intention dagegen ist es, das außergewöhnliche, außeralltägliche Ereignis zurückzuversetzen in die Reihe der alltäglichen Ereignisse, in deren Rahmen es eine Erklärung findet.“ (Gilcher-Holtey 2001: 123)
Daraus ableitend lässt sich Bourdieus Erkenntnisinteresse folgendermaßen formulieren: Unter welchen Bedingungen können krisenhafte Spannungen eines Feldes (lokale Krisen) in eine allgemeine Krisensituation (kritischer Moment) überschlagen?
Anschließend sollen die einzelnen Krisen, die zu einer allgemeinen Krise führen, dargestellt werden.

### Kapitel 5.1: Ein spezifischer Widerspruch
Durch die Bildungsexpansion und die darauf folgende Entwertung der Bildungstitel kam es zu einem Missverhältnis von Erwartungen bzw. Hoffnungen und objektiven Chancen; speziell unter den Studenten aus der Oberschicht. Zudem entstand die Gefahr der Enttäuschung bei den Studenten aus der Mittelschicht, da diese kein soziales Kapital besaßen, um die abgewerteten Titel nutzbar zu machen. Auch unter den Lehrenden, die wegen des Ansturms der Studenten beschäftigt wurden, kam es zu Spannungen bzw. zu einem Missverhältnis zwischen Anspruchsniveau (Habitus, Wissen, Laufbahn usw.) und frustrierender Erfahrung, die zu einem heimlichen Groll führte, der durch eine anti-institutionelle Grundstimmung ergänzt wurde.

### Kapitel 5.2 und 5.3: Die Synchronisationunddie Krise als Enthüllung
Unter diesen Voraussetzungen verdichteten sich im Vorfeld der Maibewegung von 1968 die einzelnen lokalen Krisen zu Phasen und erhielten einen Beschleunigungseffekt. So spielten kritische Ereignisse (z. B. die „Nacht der Barrikaden“ am 10. Mai 1968) eine besondere Rolle, da mit ihrer Hilfe die lokalen Krisen in eine allgemeine Krise überführt wurden.
Kritische Ereignisse synchronisieren die Wahrnehmung heterogener Gruppen, da sich die Akteure den gleichen Situationen und Gefühlslagen ausgesetzt sehen. Selbst bei Zeitgenossen mit sehr unterschiedlichem Hintergrund findet sich immer ein Aspekt, der beide eint und die Empfindung einer Gruppenidentität hervorruft.
Der Augenblick der Entstehung einer allgemeinen Krise wird als „Kritischer Moment“ bezeichnet, der nicht nur einen sichtbaren Bruch darstellt, sondern als offene Zeit, in der alle Zukünfte möglich erscheinen, wahrgenommen wird. Der eigene soziale Standort wird nicht mehr realistisch wahrgenommen und die Ungewissheit der Zukunft erscheint nun verheißungsvoll, da sie alles für alle möglich macht.

### Kapitel 5.4 und 5.5: Veröffentlichte Meinungenunddie Illusion der Spontaneität
Durch politische Anlässe, bei denen Stellungnahmen erarbeitet werden, führt die Krise zur Ausbildung einer gemeinsamen politischen Problematik. Bourdieu sagt dazu, dass man, „ob man will oder nicht, ob man es weiß oder nicht, sich innerhalb des Raumes situieren [muss] oder [situiert] wird“ (Bourdieu 1988: 239). Durch diese politischen Anlässe wird der Akteur gezwungen, sich öffentlich zu bekennen und die Entscheidungen der anderen Akteure zu bewerten. Der Politisierungseffekt [Prozess, in dem das politische Prinzip der Sicht und Gliederung der sozialen Welt tendenziell gegenüber allen anderen Prinzipien obsiegt] führt Personen zusammen, die sich vormals nicht einig waren, oder sie treibt die Personen auseinander, die sich in ihren Werten und Einstellungen sehr nahestanden. Im Alltagsleben stellt das Genuine des politischen Entscheidungsprinzips nur den sichtbaren Verstärker von Faktoren dar, die – wie Dispositionen und Interessen – an die jeweilige Position gebunden sind. Das Prinzip ermöglicht die systematische und generalisierte Anwendung spezifischer Kriterien auf alle Probleme. Bourdieu hebt hervor, dass die vermeintlichen spontanen Treffen eine Illusion seien. Im Vordergrund jeder Gruppentreffen steht die Reproduktion der eigenen Klasse und somit des vorherrschenden Habitus.

## Ausgaben
- Homo academicus, Les Éditions de Minuit, Reihe Le sens commun, Paris 1984, ISBN 2-7073-0696-7.
  - Homo academicus., übersetzt von Bernd Schwibs. Suhrkamp-Verlag, Frankfurt a. M. 1988, ISBN 978-3-518-57893-3.
  - Homo academicus., übersetzt von Bernd Schwibs. Suhrkamp-Verlag (Taschenbuch Wissenschaft), Frankfurt a. M. 1992, ISBN 978-3-518-28602-9.